# Diocèse de Laval
Le diocèse de Laval (en latin : Dioecesis Valleguidonensis) est un diocèse de l'Église catholique en France. Érigé en 1855, il couvre le département de la Mayenne. Matthieu Dupont est évêque du diocèse depuis le 9 janvier 2024.

## Caractéristiques
Casimir Wicart met le diocèse sous le patronage de la Vierge Marie, en son Immaculée Conception, tout en restant sous la protection de son fondateur, l'évêque saint Julien, comme patron secondaire.
Dans le diocèse, 52 prêtres sont actifs dont 39 incardinés.
Depuis le 18 mai 1997, le diocèse est structuré en huit doyennés et 31 paroisses.
Le diocèse de Laval est connu pour l'apparition de la vierge Marie au XIXe siècle, commémoré dans le sanctuaire Notre-Dame de Pontmain.

## Histoire

### Révolution française
Quand il faut fixer le siège épiscopal de la Mayenne, le 6 juillet 1790, Louis de Boislandry, rapporteur du Comité ecclésiastique et de constitution, propose Laval ; aussitôt Michel-René Maupetit se lève et intercède pour Mayenne ; Louis-François Allard réclame pour Château-Gontier ; l'Assemblée passe outre et crée l'évêché de Laval. 
Ce premier diocèse de Laval est donc mis en place par la Constitution civile du clergé, dans le cadre de l'Église constitutionnelle. Il n'est pas reconnu par Rome et aura une existence éphémère puisqu'il sera supprimé par le concordat de 1801.

### Érection reconnue par Rome

#### Première tentative en 1817
À l'occasion du concordat de 1817, une tentative est faite pour obtenir l'érection d'un siège épiscopal à Laval. Elle échoue cette fois encore, après avoir été sur le point de réussir.

#### Recherches historiques
Les recherches historiques auxquelles il se livre, conduisent, vers 1840, Guillaume-François d'Ozouville à parcourir un manuscrit de Julien Leclerc du Flécheray. Il y relève le passage sur le projet d'érection d'un évêché à Laval. En 1841, un Mémoire, est présenté par lui au conseil général de la Mayenne, pour appeler son attention sur cette question. Devant son insuccès, d'Ozouville s'entoure d'un comité, dont il est président, une association de quatre ou cinq membres ; Couanier de Launay en étant le secrétaire. En 1848, la question revient une seconde fois devant le conseil général. Celui-ci a été renouvelé presque intégralement, ses séances sont devenues publiques, il se prononce en faveur de la mesure.

#### Un comité
Un nouveau comité, composé de membres du conseil général et du conseil municipal de Laval, se constitue alors sous la présidence de Jules Leclerc d'Osmonville ; les secrétaires sont d'Ozouville et Esprit-Adolphe Segrétain, l'ancien secrétaire devient trésorier. Ce comité, par les démarches qu'il fait en différentes circonstances, contribue à faire grandir la question. II la soumet aux pères du concile régional de Rennes, en 1849 ; il la fait exposer à Paris, au ministre des Cultes et même au président de la République. Il reçoit communication des intentions bienveillantes de madame veuve Berset de Vaufleury, et s'entend avec elle sur les termes du legs par lequel elle abandonne pour l'évêché son hôtel et le vaste terrain qui en dépend, évalué à environ 150 000 francs. L'importance que prend alors la demande de la Mayenne, engage les habitants du Mans à réfuter le Mémoire publié par d'Ozouville en 1842 et resté jusque-là sans réponse. Ceci se fait dans un contre-mémoire daté du 26 août 1850, qui est répliqué par d'Ozouville, en date du 15 octobre de la même année. Cependant le conseil général, malgré l'opinion connue et contraire de l'évêque du Mans, renouvelle périodiquement son vote favorable.

#### L'appui du département
En 1851, Napoléon Le Gendre de Luçay, préfet de la Mayenne, appelle toutes les communes du département à se prononcer à leur tour. L'arrondissement de Laval, sur 92 communes, ne donne que deux votes contraires ; sur 72 communes, celui de Château-Gontier n'exprime aussi que deux oppositions ; celui de Mayenne formule 22 votes défavorables sur 100 communes. La position des communes opposantes, tout au nord de l'arrondissement et sur les confins de la Sarthe, explique cette divergence d'opinion. Le département entier s'associe donc à la demande. 

#### Les reliques d'Iomède
À cette même époque, une translation solennelle des reliques de saint Iomède est organisée à Laval. Les restes de ce jeune saint martyr venant de la catacombe de Saint-Calixte, sur un désir exprimé à Rome au nom d'Isidore Boullier, curé de la Trinité, par M. l'abbé Véron, ont été accordés à Laval par Jean-Baptiste Bouvier, évêque du Mans. La cérémonie a lieu le 27 août 1843. Le corps du saint est porté processionnellement de la chapelle de Saint-Michel à l'église de la Trinité, eu passant sur le territoire des trois paroisses de la ville. Cinq évêques, Charles de Forbin-Janson, évêque de Nancy ainsi que ceux du Mans, de Rennes, d'Angers et de Nantes, et l'abbé de la Trappe du Port-du-Salut, suivent la châsse, qui est précédée par quatre cents prêtres. Le récit édité l'année même précise qu'il y a à Laval, ce jour-là, à-peu-près 50 000 personnes.

#### L'opposition de l'évêque du Mans
L'évêque du Mans Jean-Baptiste Bouvier, originaire de Saint-Charles-la-Forêt s'oppose à l'érection de l'évêché de Laval. Il jouit d'une haute estime dans l'épiscopat français, et a de bonnes relations avec le Saint-Siège,.
Il sera le dernier évêque du grand diocèse du Mans avant l'érection du diocèse de Laval par démembrement de celui du Mans. Mayennais d'origine, il est pourtant farouchement opposé à la partition du diocèse du Mans. Le pape a attendu son décès pour procéder au découpage du diocèse.

#### Demande àNapoléonIII
Le terme marqué dans toutes les demandes renouvelées depuis quelques années est arrivé. Le moment est venu de présenter de nouveau ces demandes, de les faire parvenir plus haut, et de solliciter une décision définitive. Le clergé parle le premier et adresse une pétition à Napoléon III. Tous les corps constitués de Laval imitent son exemple. Deux des députés de la Mayenne, Esprit-Adolphe Segrétain, maire de Laval et député de l'arrondissement de Château-Gontier, et Jules Leclerc d'Osmonville, ancien maire de Laval et député de l'arrondissement de cette ville, obtiennent une audience de l'Empereur, auquel ils exposent les désirs du pays qu'ils représentent. 
Enfin une députation solennelle part de Laval et vient à son tour solliciter une audience impériale. Reçue aux Tuileries le 28 janvier 1855, elle est accueillie avec bienveillance : Napoléon III fait la promesse que la question sera étudiée avec maturité et impartialité. 
Peu de temps après, une décision est prise. Un projet de loi, préparé par le Conseil d'État, est porté devant le Corps législatif et renvoyé par lui à l'examen d'une commission dont les trois députés de la Mayenne sont membres. Le rapport est fait par Segrelain. Le projet est revêtu de la sanction législative le 11 avril. Le Sénat y donne son assentiment le 26 avril.

#### L'approbation de Rome
Les négociations officielles avec la cour de Rome, qui seule peut consommer l'érection et la rendre valide, sont aussitôt ouvertes. La bulle d'érection n'est rédigée et revêtue de la signature du souverain pontife que le 30 juin. Elle ne parvient à Paris qu'au mois de juillet. Le Conseil d'État en ordonne l'entérinement et le décret qui la rend exécutoire est annoncé au Moniteur avec la date du 30 août. La feuille officielle porte ensuite nomination au siège de Laval de Casimir Wicart, évêque de Fréjus.

### Époque contemporaine
Depuis 2002 et la réforme des provinces ecclésiastiques, le diocèse de Laval fait partie de la province ecclésiastique de Rennes, alors que depuis sa création il faisait partie de la province ecclésiastique de Tours.
En septembre 2014, la maison-mère et la maison de formation de la Communauté Saint-Martin aménagent à Évron, où la communauté a acquis l'abbaye Notre-Dame d'Évron. La même année, un curé de la communauté est installé à Laval. À la paroisse d'Évron, la communauté était déjà arrivé en 2013.
En 2015, une nouvelle maison diocésaine est inaugurée à Laval.
Depuis 2022 est établi, à Laval, l'Espace Saint-Julien, lieu multigénérationnel d'inspiration chrétienne, avec une résidence senior, une colocation pour étudiantes, un accueil périscolaire, une maison de santé et une microcrèche.
Un nouvel évêque est nommé en 2024, Matthieu Dupont.

## Personnalités liés au diocèse

### Évêques originaires de la Mayenne
Par ordre chronologique, liste non exhaustive d'évêques nés en Mayenne (diocèse du Mans et diocèse d'Angers, puis diocèse de Laval) ou incardinés en Mayenne au moment de leur nomination :
- Guillaume Ouvrouin (?-1347), évêque de Rennes, dont le gisant se trouve dans la nef de la cathédrale de Laval ;
- Auguste de Farcy de Cuillé (1700-1771), évêque de Quimper ;
- Urbain-René de Hercé (1726-1795), dernier évêque de Dol ;
- Jean Davoust (Missions étrangères de Paris) (1728-1789), missionnaire au Viêt Nam, vicaire apostolique du Tonkin Occidental ;
- Jean-Baptiste de Maillé de la Tour-Landry (1743-1804), successivement évêque de Gap, de Saint-Papoul (il en fut le dernier évêque, le diocèse étant supprimé en 1801, son territoire réparti entre le diocèse de Toulouse et celui de Carcassonne) puis de Rennes ;
- Étienne-Alexandre Bernier (1762-1806), évêque d'Orléans ;
- Jean Lefebvre de Cheverus (1768-1836), cardinal, archevêque de Bordeaux, après avoir été successivement évêque de Boston (États-Unis) puis de Montauban ;
- Jean-François de Hercé (1776-1849), évêque de Nantes après avoir été maire de Laval ;
- Jean-Baptiste Bouvier (1783-1854), évêque du Mans (dernier évêque du grand diocèse du Mans avant la création du diocèse de Laval) ;
- Pierre-Julien Pichon (Missions étrangères de Paris) (1816-1871), missionnaire en Chine, vicaire apostolique du Sétchouan méridional (voir Diocèse de Suifu) ;
- Charles Fillion (1817-1874), évêque de Saint-Claude ;
- Alexandre-Léopold Sebaux (1820-1891), évêque d'Angoulême ;
- Guillaume Meignan (1827-1896), cardinal, archevêque de Tours, après avoir été successivement évêque de Châlons puis évêque d'Arras ;
- Vital-Justin Grandin (Oblats de Marie-Immaculée) (1829-1902), missionnaire au Canada, évêque coadjuteur de Saint-Boniface puis évêque de Saint-Albert. Il a été déclaré vénérable en 1966 ;
- Isidore Colombert (Missions étrangères de Paris) (1838-1894), missionnaire en Cochinchine, vicaire apostolique de Cochinchine Occidentale ;
- François Gerboin (Missions africaines) (1847-1912), missionnaire en Tanzanie, vicaire apostolique de Unianyembé
- Constant Prodhomme (Missions étrangères de Paris) (1849-1920), missionnaire en Thaïlande, vicaire apostolique du Laos ;
- René Fée (Missions étrangères de Paris) (1856-1904), missionnaire en Malaisie, évêque de Malacca ;
- Constantin Chauvin (1859-1930), évêque d'Évreux ;
- Georges Bruley des Varannes (1864-1943), évêque de Monaco ;
- Victor Quinton (Missions étrangères de Paris) (1866-1924), missionnaire au Viêt Nam, vicaire apostolique de Cochinchine Occidentale ;
- Emmanuel Suhard (1874-1949), cardinal, archevêque de Paris, après avoir été successivement évêque de Bayeux puis archevêque de Reims ;
- Luc Meyer (né en 1968), évêque du diocèse de Rodez et Vabres.

### Saints et bienheureux
En plus des personnes déjà citées dans les paragraphes ci-dessus, les personnalités suivantes ont été canonisées ou béatifiées par l'Église catholique :
- Les Bienheureux Martyrs de Laval
- Saint Julien, 1er évêque du Mans
- Bienheureux Jacques Ledoyen
- Saint Guillaume Firmat
- Bienheureux Robert d'Arbrissel
- Saint Bernard de Tiron
- Bienheureux Raoul de la Futaie
- Saint Vital de Mortain
- Saint Calais
- Saint Siviard
- Saint Fraimbault
- Saint Céneré
- Saint Constantien
- Bienheureux Charles Collas du Bignon
- Sainte Jeanne Jugan
- Bienheureux Thomas Dubuisson
- Bienheureux Louis Lanier
- Bienheureux Charles de Blois
- Bienheureuse Marguerite d'Alençon
- Saint Tugdual ou Tugal

### Architectes diocésains
- Nicolas Eugène Lambert 1835
- Georges-Ernest Coquart 1875
- Jean Camille Formigé
- Louis Garnier[13]

## Source
- Annuaire diocésain du diocèse de Laval (édition 2010)